# Bahnhof Warszawa Śródmieście WKD

Der Bahnhof Warszawa Śródmieście WKD ist der Warschauer Endbahnhof der Regionalbahn Warszawska Kolej Dojazdowa (WKD). Er liegt im Innenstadtbezirk Śródmieście an der Kreuzung Aleje Jerozolimskie und Aleja Jana Pawła II rund 150 Meter südwestlich des Fernverkehrsbahnhofs Warszawa Centralna. Ebenfalls nahe gelegen ist der namensähnliche Bahnhof Warszawa Śródmieście (PKP), der von der Polskie Koleje Państwowe betrieben und von anderen Regionalverkehrsanbietern (Koleje Mazowieckie und Szybka Kolej Miejska) genutzt wird.

## Geschichte
Der Bahnhof entstand im Rahmen der Neugestaltung des Warschauer Eisenbahnknotens in der Zeit des Wiederaufbaus von Warschau nach dem Zweiten Weltkrieg. Der vorher an der Ulica Nowogrodzka gelegene Endbahnhof der in Warschau verlaufenden Trasse der WKD wurde zu der im Tunel Średnicowy geführten Linia Średnicowa verlegt. Die Anlage wurde von Architekten und Ingenieuren unter der Leitung von Arseniusz Romanowicz entworfen. Der Bahnhof wurde am 8. Dezember 1963 eröffnet.

## Architektur
Ursprünglich konnte man den unterirdisch liegenden Bahnsteig über zwei überdachte Treppen erreichen. Der auf der gegenüberliegenden Seite der Al Jerozolimskie gelegene, kleinere Eingang wurde 1993 beim Bau eines Bürohauses abgerissen. Der noch bestehende Zugang zeichnet sich durch ein Betondach aus, das Schmetterlingsflügeln oder einem riesigen Pfannkuchen (so im Volksmund genannt) ähnelt. Mit weichen Kurven der Betonschale erhielt das Gebäude eine individuelle Form. Als Gebäude der Warschauer Nachkriegsmoderne gilt es als repräsentatives Beispiel für die Ästhetik der 1960er Jahre und dokumentiert das Schaffen von Arseniusz Romanowicz und Piotr Szymaniak – den beiden wichtigsten Gestaltern der Eisenbahnarchitektur in Warschau in den Nachkriegsjahren. Die Architektur des Stalinismus wurde von der polnischen Architektur der Moderne abgelöst.
Die Statik beruht auf den in den 1950er und 1960er Jahren beliebten dünnwandigen Schalenstrukturen, obwohl sie zu der Zeit eine technologische Herausforderung für die Konstrukteure darstellten. Der Zugang wurde im Jahr 2020 aufgrund der individuellen und ausdrucksstarken Form von hohem architektonischen Wert in das Denkmalschutzregister eingetragen.

## Nutzung
Der zweigleisige Bahnhof verfügt über einen unterirdischen Seitenbahnsteig, der einseitig genutzt wird. Der Bahnsteigbereich ist in 2 Sektoren unterteilt: im ostwärts gelegenen Sektor 1 fahren die Züge ab; im Sektor 2 (westlicher Teil des Bahnsteigs) kommen die Züge an.
Die Linie Nr. 47 verbindet die Warschauer Innenstadt mit dem Endbahnhof Grodzisk Mazowiecki Radońska in Grodzisk Mazowiecki. Über die an der Station Podkowa Leśna Zachodnia abzweigende Linie Nr. 48 kann auch deren Endhaltepunkt Milanówek Grudów erreicht werden. Der erste Haltepunkt der Linie ist Warszawa Ochota, er liegt rund 1000 Meter entfernt. Der Verkehr am Bahnhof wird aus dem Kontrollraum in Komorów gesteuert, dem zentralen Kontrollzentrum der WKD-Linie.
Neben dem Zugang vom Straßenniveau über die Treppe gibt es auch einen Fußgängertunnel, der unter dem anliegenden Verkehrskreisel Rondo Czterdziestolatka verläuft und 1974 beim Bau des Zentralbahnhofs angelegt wurde. Er verbindet den WKD-Bahnhof mit Warszawa Centralna und von dort auch Warszawa Śródmieście (PKP). Im Jahr 2018 nutzten täglich 12.000 bis 14.000 Passagiere den Bahnhof.

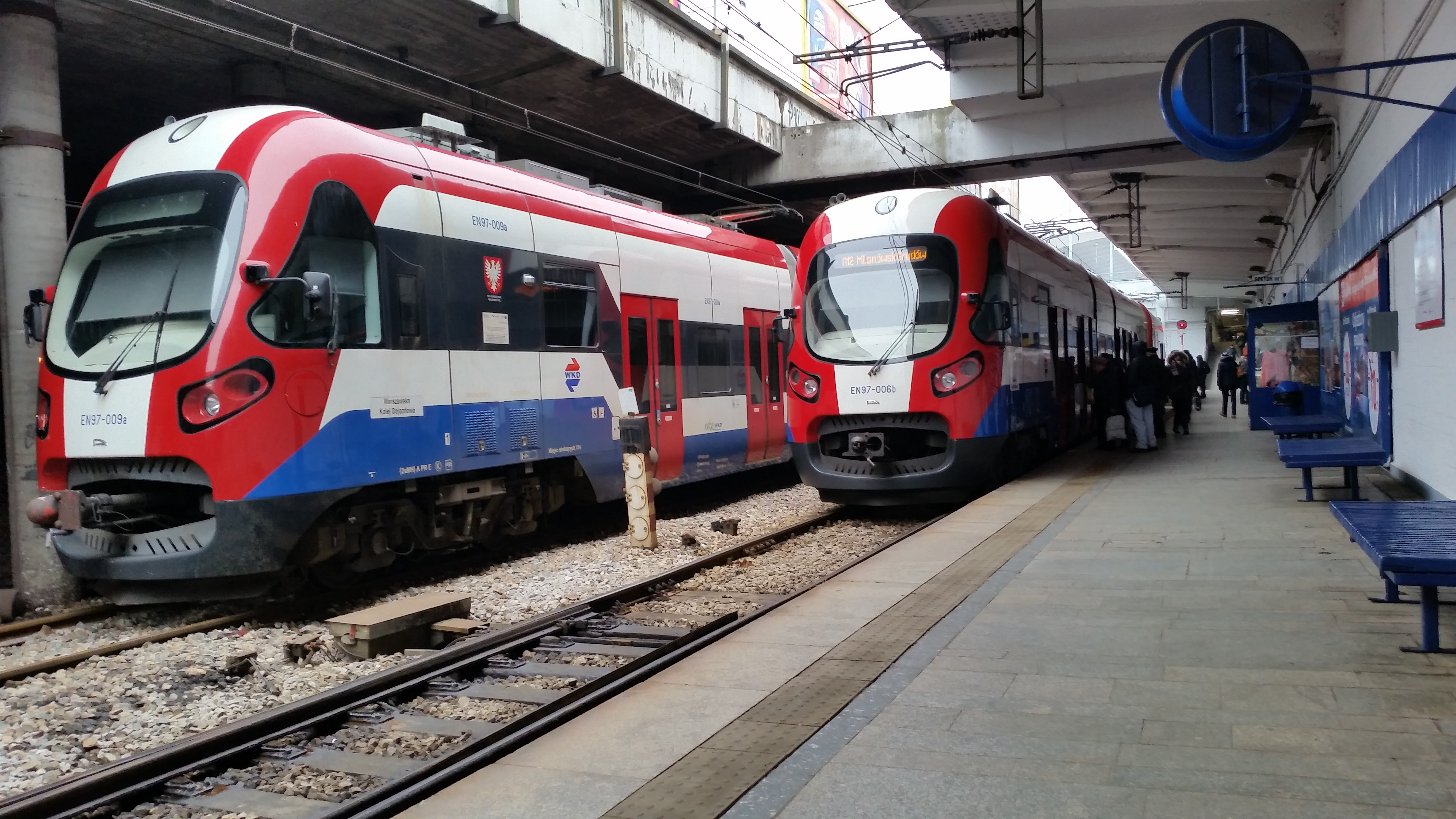
Zwei EN97 im Februar 2016, Blick nach Osten (Richtung Kopfende)
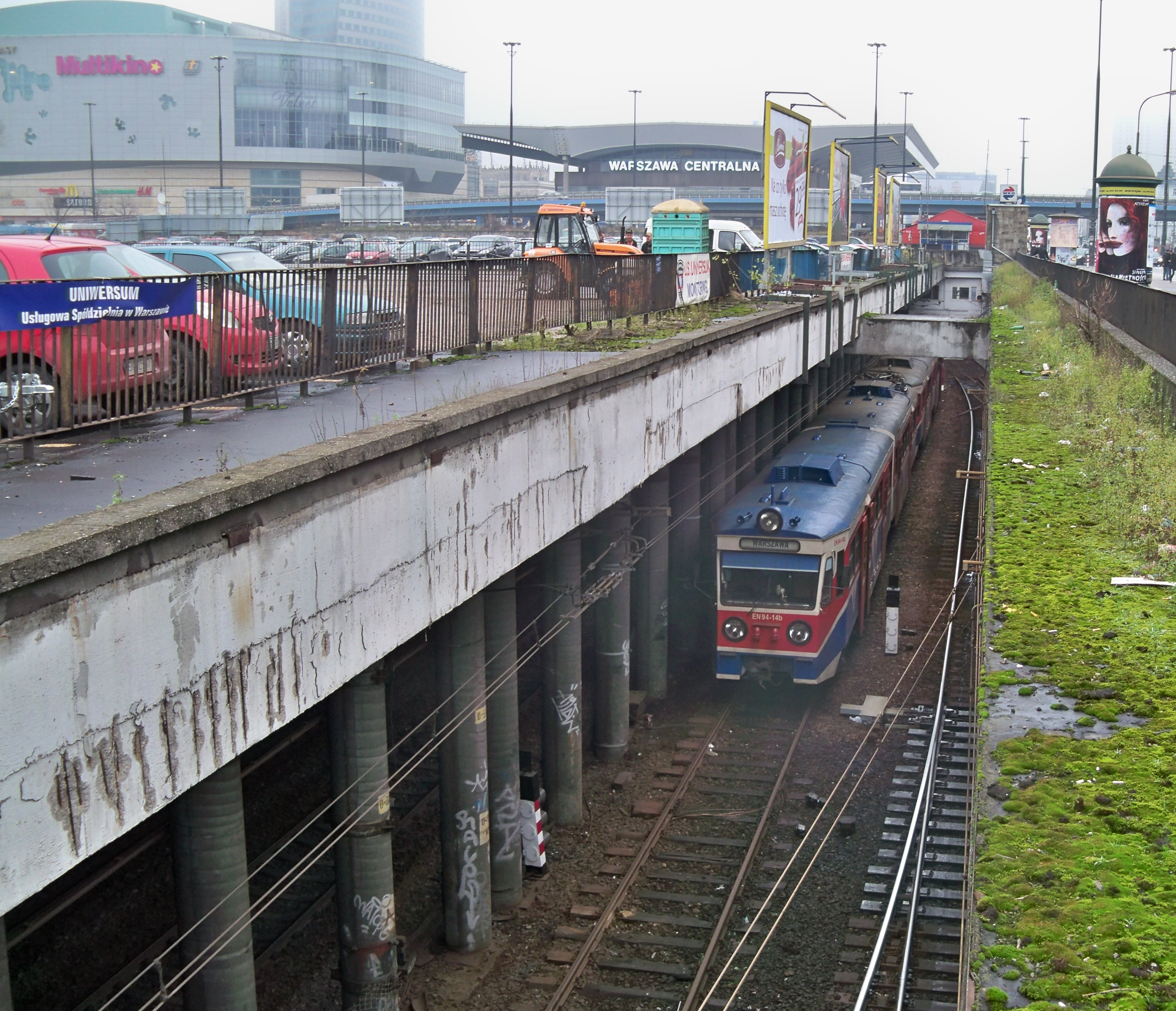
Die hier im offenen Trog verlaufende Trasse, 2010. Links der Säulen verlaufen die vier Gleise der Fern- und Nahverkehrsbahnen.
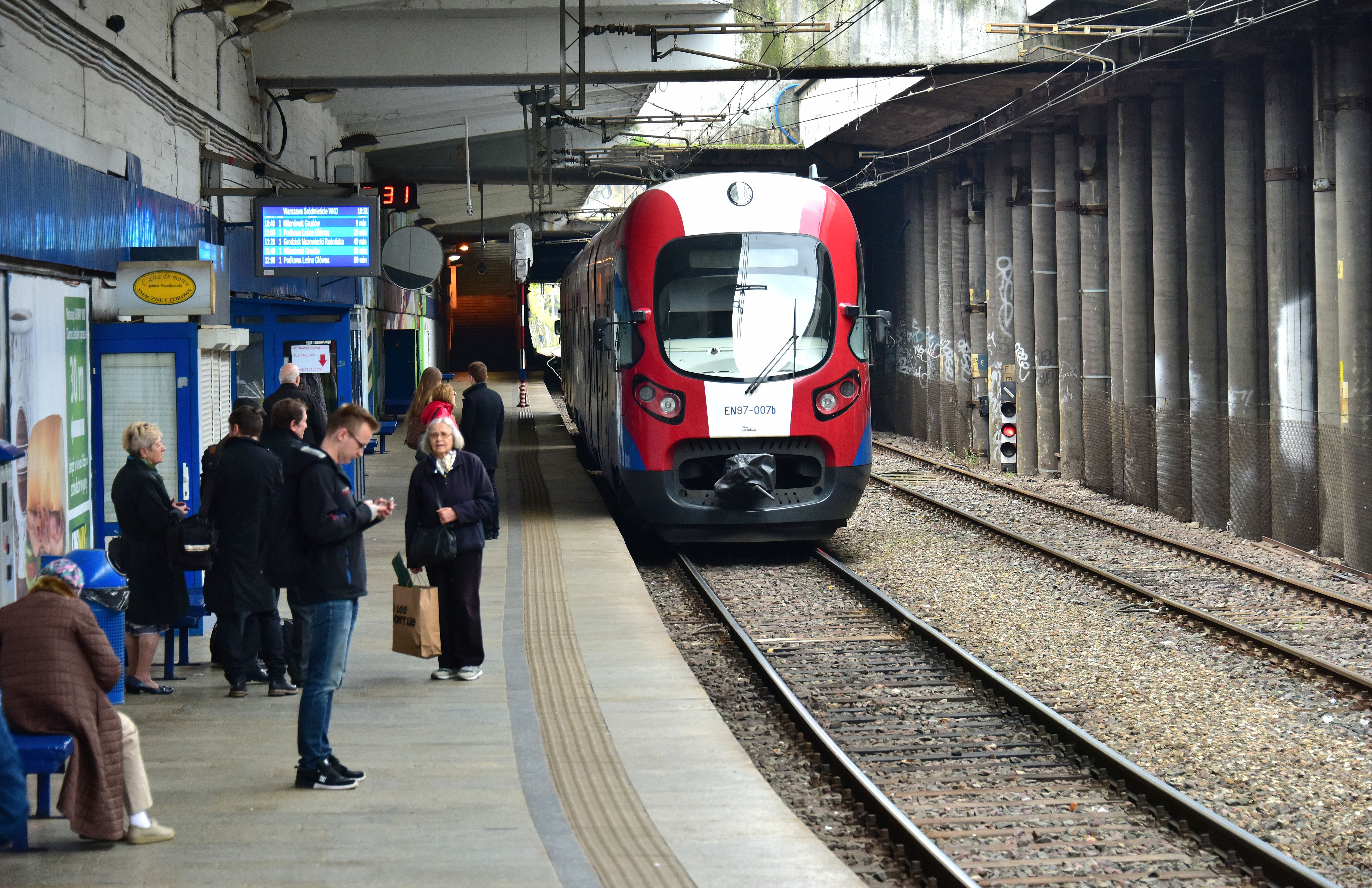
Sanierter Bahnsteig im Jahr 2017, Blick Richtung Westen
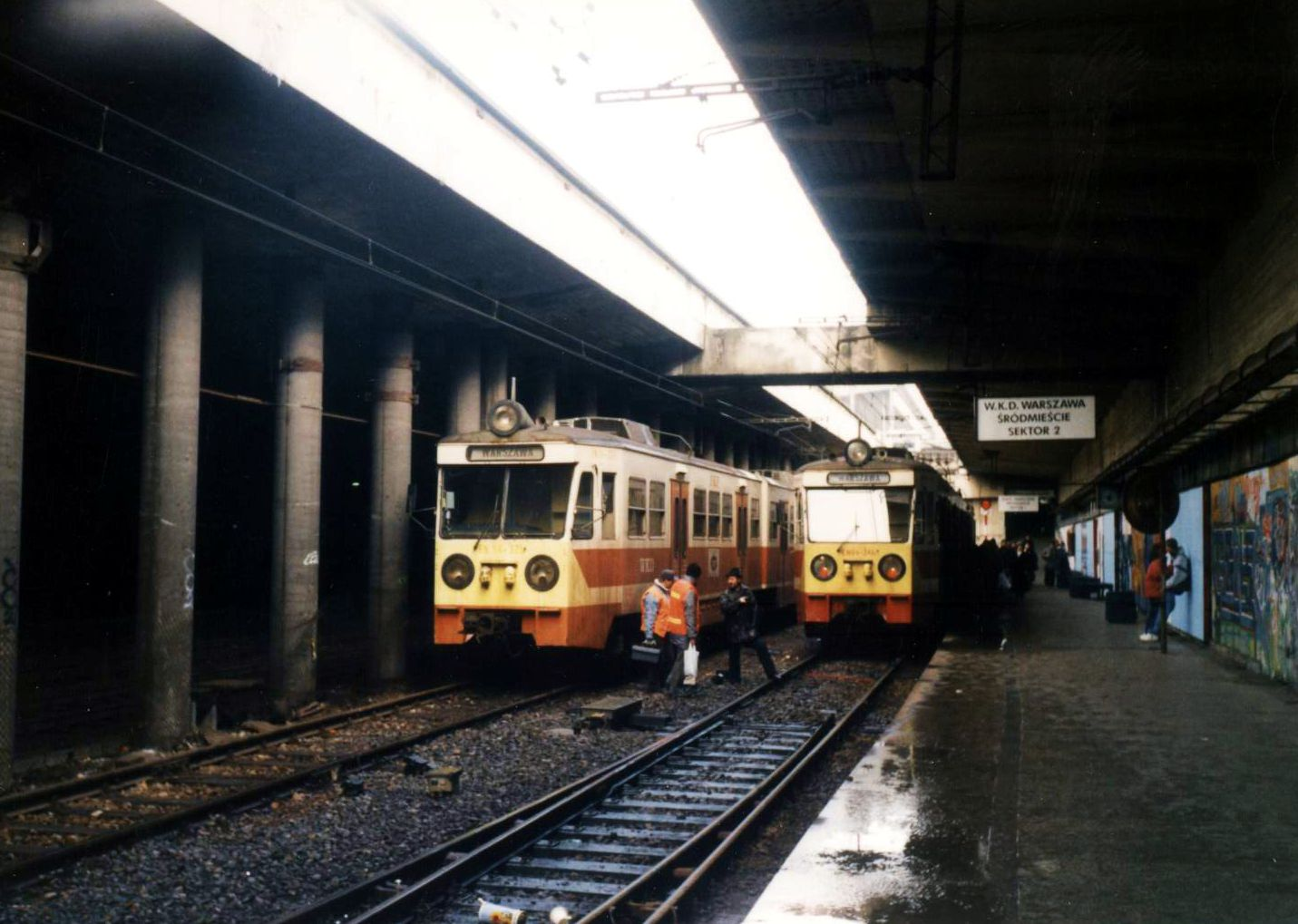
Zwei EN94-Züge im Jahr 1998

## Trivia
Der Bahnhof war mehrfach Schauplatz von Film- und Musikvideoszenen. So wurden hier Szenen einer Folge der polnischen Krimiserie „Kryminalni“ gedreht. Unter anderem spielten bei hier gedrehten Musikvideos die Künstler Grzegorz Turnau und Zbigniew Zamachowski mit.